# Pararge latealba
Pararge latealba är en fjärilsart som beskrevs av Ruggero Verity 1935. Pararge latealba ingår i släktet Pararge och familjen praktfjärilar. Inga underarter finns listade i Catalogue of Life.